# Abigael González Valencia
Abigael González Valencia (Aguililla, Michoacán, 18 de octubre de 1972) conocido por su alias El Cuini, es un narcotraficante mexicano y líder de alto rango del Cártel de Jalisco Nueva Generación (CJNG), un grupo criminal con sede en Jalisco. También fue jefe de Los Cuinis, organización aliada del CJNG. Junto con su cuñado Nemesio Oseguera Cervantes (alias "El Mencho"), uno de los hombres más buscados de México, González Valencia supuestamente coordinó operaciones internacionales de tráfico de drogas en América, Europa y Asia. También fue responsable de administrar las operaciones financieras del CJNG y Los Cuinis.
Trabajó para el Cártel del Milenio en la década de 1990 y eventualmente formó parte del grupo original que fundó el CJNG y Los Cuinis en la década de 2010. Fue detenido el 28 de febrero de 2015 en Puerto Vallarta, Jalisco. El gobierno mexicano está trabajando para extraditarlo a Estados Unidos, donde está acusado de narcotráfico y lavado de dinero. Antes del arresto de González Valencia, fuentes gubernamentales consideraban a Los Cuinis como una de las organizaciones narcotraficantes más ricas de México y del mundo.

## Biografía
Abigael González Valencia nació en Aguililla, Michoacán, México el 18 de octubre de 1972. Sus padres fueron J. Abigael González Mendoza (padre) y Estela Valencia Farías (madre). Según el Departamento del Tesoro de los Estados Unidos, tiene fecha de nacimiento alternativa, 28 de octubre de 1979, y tiene lugares de nacimiento alternativos, Guadalajara, Jalisco, y Apatzingán, Michoacán. Tiene otros nombres legales, entre ellos "Luis Ángel Gómez Flores", "Abigail González Valencia", "Luis Ángel González Valencia", "Jonathan Paul Tak Toledo" y "Paul Jonathan Tak Toledo". Su último nombre legal alternativo fue el que utilizó para su pasaporte canadiense, que obtuvo mediante métodos fraudulentos.
Según el gobierno mexicano, el clan González Valencia estaba integrado por 18 hermanos. Los hombres son Abigael, José María, Arnulfo, Ulises Jovani, Elvis, Édgar Edén, Mauricio, Gerardo, José y Luis Ángel. Las mujeres son Rosalinda (también conocida como Rosalía), Noemí, Berenice, Marisa Ivette, María Elena, Érika y Abigaíl. La gente de su ciudad natal apodó al clan "Cuinis" en referencia a una ardilla (Notocitellus adocetus) de la zona que se conoce como "Cuinique". Es común que esta ardilla tenga más de una docena de crías cada vez que la madre da a luz.
En la década de 1980, emigró ilegalmente a Estados Unidos y se estableció en California, donde operó una red de distribución de drogas con Nemesio Oseguera Cervantes (alias "El Mencho"). Estaba trabajando en nombre del Cártel del Milenio, un grupo criminal de Jalisco que fue formado originalmente por el clan Valencia. El 2 de mayo de 1996, González Valencia fue arrestado por cargos de drogas en San Diego, California. Fue acusado de fabricar, estar en posesión y distribuir metanfetamina y cocaína en Fresno y Madera, California. Sin embargo, el 22 de noviembre de 1996, el tribunal aprobó una libertad condicional de 80.000 dólares para González Valencia. Luego llegó a un acuerdo con el tribunal, donde se declaró culpable de los cargos. El 13 de enero de 1997 González Valencia fue liberado luego del pago de la multa por cuatro personas que se identificaron ante el tribunal como Miguel Pimentel, Aída Pimentel, Edén Godínez y María Odínez. El tribunal le ordenó comparecer ante el tribunal el 28 de abril, pero González Valencia huyó a México y se unió al crimen organizado.

## Ascenso al liderazgo
Después de regresar a México, González Valencia trabajó para el Cártel del Milenio junto con su cuñado Oseguera Cervantes.  González Valencia ayudó a expandir la presencia del grupo criminal a lo largo de la década de 1990 en varios estados de México. Sin embargo, a principios de la década de 2000, el Cártel del Golfo unió fuerzas con La Familia Michoacana para luchar contra el Cartel del Milenio desde su territorio, Michoacán. El violento conflicto obligó al clan Valencia a retirarse a Jalisco, donde se reagrupó. En Jalisco, la familia Valencia unió fuerzas con un bloque del Cártel de Sinaloa encabezado por Ignacio "Nacho" Coronel, un líder de alto rango y aliado de Joaquín "El Chapo" Guzmán, otro narcotraficante sinaloense. Bajo Coronel, González Valencia y Oseguera Cervantes ocuparon posiciones de liderazgo y ayudaron a su grupo criminal a expandirse hacia el sureste de México, particularmente en los estados de Chiapas, Campeche y Yucatán.
El 28 de octubre de 2009 fue detenido Óscar Orlando Nava Valencia (alias "El Lobo"), alto líder del Cártel del Milenio. Su hermano Juan Carlos (alias "El Tigre") fue arrestado al año siguiente, el 6 de mayo de 2010. Dos meses después, Coronel fue asesinado en un tiroteo con el Ejército mexicano. Los vacíos de liderazgo que quedaron tras sus arrestos y/o muertes causaron que el Cártel del Milenio experimentara una lucha de poder interna mientras los líderes restantes intentaban tomar el control del grupo criminal. Como resultado, las divisiones del Cártel del Milenio se dividieron en dos. Un bando era conocido como La Resistencia; el otro era Los Torcidos, que estaba encabezado por Oseguera Cervantes y González Valencia. Estalló una guerra entre ambos grupos por los territorios del narcotráfico en Jalisco y sus estados aledaños. Los Torcidos finalmente ganaron la guerra y consolidaron su influencia en el oeste de México. Luego, el grupo cambió su nombre por el de Cártel de Jalisco Nueva Generación (CJNG).

## Tenencia del liderazgo
Cuando el Cártel del Milenio se escindió en la década de 2010, González Valencia creó el grupo conocido como Los Cuinis. Pasó de ser un pequeño grupo criminal a una de las principales organizaciones criminales de México, en parte debido a su relación con el CJNG y Oseguera Cervantes. Sin embargo, no se comprende completamente el papel exacto de Los Cuinis en el panorama del crimen organizado de México. Según el Departamento de Hacienda, Los Cuinis es una organización criminal independiente y no forma parte de los subgrupos del CJNG. Alegan que mantiene una estrecha relación con el CJNG por el linaje de González Valencia con Oseguera Cervantes. El gobierno de Estados Unidos alegó que tanto González Valencia como Oseguera Cervantes trabajaron juntos en operaciones internacionales de tráfico de drogas.
Por otro lado, varias fuentes mexicanas afirmaron que Los Cuinis actuaban como un bloque financiero y de lavado de dinero bajo el mando del CJNG. Cuando fue arrestado, fuentes identificaron a González Valencia como un "jefe de plaza" (líder regional) del CJNG y principal operador financiero. Una fuente, citando informes de inteligencia del gobierno, afirmó en 2014 que la mayoría de las cuentas consideran a Oseguera Cervantes el líder del CJNG. Sin embargo, alegó que el CJNG en realidad estaba controlado por Los Cuinis y el clan Valencia, específicamente González Valencia. La fuente también afirmó que Los Cuinis tienen una rama armada conocida como Los Viagras, integrada por exmiembros del Cártel de Los Caballeros Templarios. Otra fuente mexicana afirmó que González Valencia era el principal operador del CJNG y que Oseguera Cervantes era su adjunto a pesar de la noción generalmente aceptada de que Oseguera Cervantes era el máximo líder del CJNG.
González Valencia logró convertir al CJNG y Los Cuinis en uno de los grupos del crimen organizado más rentables de México. El gobierno estima que el CJNG tiene alrededor de 50 mil millones de dólares en activos totales. González Valencia logró establecer una participación de mercado en los mercados de drogas europeos y asiáticos forjando alianzas con traficantes extranjeros, en lugar de centrarse únicamente en la importación de narcóticos en el mercado de drogas estadounidense. Reconoció que importar drogas a Estados Unidos significaba competir violentamente con grupos criminales rivales en México. También estableció relaciones con grupos narcotraficantes y guerrillas colombianas, ecuatorianas y peruanas, particularmente las Fuerzas Armadas Revolucionarias de Colombia (FARC), para proporcionarle cocaína y ayudarlo en sus actividades en el extranjero.

## Arresto
El 28 de febrero de 2015, González Valencia fue detenido en un restaurante de Puerto Vallarta, Jalisco, tras un operativo conjunto liderado por la Policía Federal, la Comisión Nacional de Seguridad (CNS) y la Procuraduría General de la República (PGR). Fue detenido junto a otras cuatro personas: un mexicano, dos colombianos y un venezolano. El arresto fue el resultado de una intensa investigación realizada por la SEIDO, la agencia de investigación contra el crimen organizado de México. Antes de su arresto, la investigación llevó a un tribunal mexicano a emitir una citación, una orden que solicitaba que González Valencia compareciera ante el tribunal para testificar contra las acusaciones. Fue acusado de ser operador financiero del CJNG en Jalisco, gestionar envíos internacionales de narcotráfico a Estados Unidos y supervisar el tráfico de armas a México desde Estados Unidos. En el lugar, los investigadores incautaron una granada, un paquete con aproximadamente 1 kg (2,2 libras) de cocaína, varios teléfonos celulares, un vehículo e identificaciones falsas. Según un informe del CNS, González Valencia ofreció a las autoridades 50 millones de pesos mexicanos para no aparecer en televisión ni divulgar fotografías suyas a la prensa, pero su oferta fue rechazada.

## Cargos criminales
En la década de 2000, la oficina de la DEA en Los Ángeles, California, comenzó a investigar a González Valencia y Oseguera Cervantes por su presunta participación en el tráfico internacional de drogas a través del CJNG y Los Cuinis. En 2000, los investigadores descubrieron que González Valencia presuntamente estaba involucrado en una operación de cocaína, marihuana y metanfetamina por valor de 10 millones de dólares. Cinco años después, fue acusado de utilizar armas de fuego en una o más ocasiones para facilitar sus operaciones de contrabando. En 2007, la DEA descubrió que González Valencia estaba involucrado en otras operaciones de contrabando internacional que importaban al menos 5 kg (11 lb) de cocaína a los EE. UU. desde Colombia, Guatemala y México. Ese mismo año, González Valencia presuntamente coordinó un segundo envío de cocaína desde Ecuador a Estados Unidos que fue importada a través de territorio mexicano. En 2009, la DEA descubrió nuevamente que González Valencia importó al menos 5 kg (11 lb) de cocaína a Estados Unidos a través de Ecuador y México.
En 2013, presuntamente estuvo involucrado en dos envíos de metanfetamina y cocaína, respectivamente, desde México a Estados Unidos. Sin embargo, al año siguiente, los investigadores de la DEA notaron un cambio radical en el modus operandi del CJNG y Los Cuinis; descubrieron que González Valencia era el responsable de coordinar una operación de narcotráfico desde el extranjero. Las operaciones de metanfetamina se extendían desde México, Australia y Estados Unidos. Esta operación en el extranjero fue facilitada por la relación de González Valencia con pandillas chinas que ayudaron a introducir el cargamento en Oceanía. En marzo de 2014, el Tribunal de Distrito de los Estados Unidos para el Distrito de Columbia  acusó a González Valencia a través de un gran jurado federal. La investigación fue llevada a cabo por la oficina de la DEA en Los Ángeles. Fue acusado de varios delitos, incluida su presunta participación en la dirección de una empresa criminal continua.

### Sanción de la Ley Kingpin
El 8 de abril de 2015, González Valencia fue sancionado bajo la Ley de Designación de Cabecillas Extranjeros del Narcotráfico (también conocida como "Ley Kingpin"), por su papel en el tráfico internacional de drogas. Como resultado, todos sus activos radicados en Estados Unidos, del CJNG y Los Cuinis, o de personas radicadas en Estados Unidos asociadas a él o a su grupo criminal, fueron congelados. La ley también prohibía a los ciudadanos estadounidenses realizar transacciones con él. La oficina de la DEA en Los Ángeles afirmó que esta medida se tomó como resultado de la rápida expansión del CJNG y Los Cuinis, que habían crecido hasta convertirse en uno de los principales grupos criminales de México a través de su riqueza, narcotráfico, violencia y corrupción.
El 19 de agosto de 2015, el Departamento del Tesoro sancionó a 15 empresas en México y a 6 nacionales mexicanos bajo González Valencia a través de la Ley Kingpin. Entre las empresas sancionadas se encontraba Hotelito Desconocido, un lujoso resort en Tomatlán, Jalisco, empresas inmobiliarias en Guadalajara y Zapopan, y centros comerciales en Zapopan y Playa del Carmen, Quintana Roo. Las personas sancionadas fueron González Valencia, su esposa Jennifer Beaney Camacho Cázares, los presuntos lavadores de dinero Fernando Torres González, María Elena Márquez Gallegos, Silvia Romina Sánchez Carlán, Diana María Sánchez Carlón y Wendy Dalaithy Amaral Arévalo (casada con Gerardo, hermano de González Valencia). En diciembre de 2015, el Departamento del Tesoro sancionó a otro colaborador cercano de González Valencia, Naim Libien Tella, junto con otras 4 entidades comerciales. Las empresas sancionadas fueron el diario Unomásuno de la Ciudad de México, otro diario con sede en Toluca, una firma de inversión en Guadalajara y una empresa de taxis aéreos. Estas empresas son fachadas de lavado de dinero y son propiedad de González Valencia y/o Libien Tella.
El 4 de abril de 2016, el Departamento de Hacienda sancionó a 7 empresas vinculadas a González Valencia mediante la Ley Kingpin en un intento de desarticular el tejido empresarial de Los Cuinis. Se alega que sus empresas eran propiedad o estaban controladas por González Valencia, Jeniffer Beaney Camacho Cázares, Fernando Torres González, Silvia Romina Sánchez Carlán y/o Diana María Sánchez Carlón. Estos individuos habían sido sancionados el año anterior por administrar negocios propiedad de González Valencia. Cuatro de las empresas eran firmas agrícolas en el Área Metropolitana de Guadalajara, una era una agencia de turismo con sede en la Ciudad de México y la otra era una firma consultora de tecnología biomédica en Guadalajara.
El 27 de octubre de 2016, el Departamento de Hacienda sancionó a 9 personas más vinculadas al CJNG y Los Cuinis a través de la Ley Kingpin. Según el informe, los individuos fueron sancionados por brindar asistencia material a González Valencia para sus operaciones de narcotráfico. Los individuos eran Antonio Oseguera Cervantes, Julio Alberto Castillo Rodríguez, el empresario Fabián Felipe Vera López, la abogada María Teresa Quintana Navarro y cinco de los hermanos de González Valencia: Arnulfo, Édgar Edén, Elvis, Marisa Ivette y Noemí. Esta sanción contra los familiares de González Valencia fue un intento del gobierno estadounidense de perturbar su círculo íntimo.
El 20 de abril de 2017, el Departamento de Hacienda sancionó a dos empresas vinculadas a González Valencia que operaban como administradoras de propiedades de dos centros comerciales en Zapopan y Playa del Carmen que fueron sancionados en 2015. Según los investigadores, los dos centros comerciales eran administrados previamente por otras dos firmas de administración de propiedades que también fueron sancionadas por la OFAC ese mismo año. Creen que los González Valencia crearon estas dos nuevas gestoras de fincas para eludir las sanciones impuestas y ocultar sus intereses de blanqueo de capitales.
El 14 de septiembre de 2017, el Departamento de Hacienda sancionó a cuatro empresas mexicanas y a tres personas vinculadas a González Valencia, Los Cuinis y el CJNG. La primera entidad era un negocio vinculado a un restaurante de sushi en Guadalajara. El restaurante de sushi fue una entidad sucesora de otro restaurante de sushi que fue sancionado por la OFAC en septiembre de 2015 por ser una fachada del CJNG. Los propietarios de la entidad vinculada al restaurante de sushi sucesor eran Alfonso Corona Romero (alias "Chef Poncho Corona") y Édgar Alfonso Corona Robles (alias "Ponchito Corona"), padre e hijo. Ambos fueron sancionados y acusados de ser testaferros de Los Cuinis y el CJNG. Otras entidades comerciales sancionadas fueron dos negocios de pastelería en Guadalajara; Estas tiendas estaban ubicadas en el mismo centro comercial que fue sancionado por la OFAC en agosto de 2015. La esposa de González Valencia dirige Camacho Cázares la primera pastelería junto con Salime Abouzaid El Bayeh. Abouzaid El Bayeh trabajó en el primer restaurante de sushi, estuvo involucrado con Unomásuno y es dueño de una distribuidora farmacéutica en Guadalajara y de las dos pastelerías.

## Prisión
El 3 de marzo de 2015, el juez federal Vicente Antonio Bermúdez Zacarías aprobó la prisión preventiva de 40 días de González Valencia. El 12 de abril se cumplió el tiempo de detención y la PGR lo trasladó al Centro Federal de Readaptación Social No. 1 (también conocido como "Altiplano"), un penal de máxima seguridad en Almoloya de Juárez, Estado de México. La PGR confirmó que estaban trabajando con un tribunal del Estado de México para formalizar un proceso de extradición y enviar a González Valencia a Estados Unidos, donde es buscado por narcotráfico. González Valencia permaneció en prisión bajo estatus temporal y no fue acusado de delitos en México porque la PGR quería extraditarlo rápidamente.
El 4 de junio de 2018, el juez federal Juan Mateo Brieba de Castro del Estado de México rechazó una moción para trasladar a González Valencia del Altiplano a otra prisión en México. La solicitud para trasladarlo a otra cárcel fue presentada por un comité de administración penitenciaria, pero González Valencia apeló la medida y la aprobó un tribunal bajo el argumento de que la medida ponía en riesgo su integridad personal. Además del traslado de prisión, el tribunal acordó revisar la moción que presentó contra su posible extradición a Estados Unidos.
El 29 de agosto esta moción fue ignorada y fue trasladado al Centro Federal de Readaptación Social N° 14 (también conocido como "CPS Durango"), penal de máxima seguridad en Gómez Palacio, Durango. Valencia se quejó del traslado y afirmó que el centro penitenciario no le brindaba las condiciones de atención sanitaria adecuadas y lo mantenía segregado del resto de la población penitenciaria. Solicitó a un tribunal su traslado de regreso al Altiplano porque afirmó que temía por su vida. Su defensa explicó que la mayoría de los condenados en CPS Durango fueron acusados de secuestro, un delito de alto impacto en México.
El 15 de febrero de 2019, González Valencia fue trasladado al Reclusorio Norte, un centro penitenciario de la Ciudad de México. Su traslado provocó tensiones después de que varios guardias penitenciarios se quejaran ante su dirección de haber recibido amenazas de muerte y haber visto vehículos con hombres armados fuera de la prisión. Los guardias pidieron a la dirección que cambiaran la zona de la prisión en la que trabajaban y sus horarios de trabajo. Por temor a una fuga de prisión, las autoridades trasladaron a González Valencia de regreso al Altiplano el 27 de julio. Una semana antes, circuló en redes sociales un video de que el CJNG planeaba ayudar a González Valencia a escapar de prisión. La defensa de González Valencia afirmó que las autoridades violaron un recurso de amparo emitido días antes, que impidió que González Valencia fuera trasladado desde Reclusorio Norte.

### Proceso de extradición
El 16 de abril de 2015, la defensa de González Valencia emitió un recurso de amparo para impedir la pronta extradición de su cliente. Un juez acordó cerrar la posibilidad de una extradición rápida y concedió a González Valencia la oportunidad de tener un juicio de extradición. El 11 de octubre, un tribunal federal en la Ciudad de México declaró que González Valencia iba a ser extraditado, pero lo dejó en manos de la Secretaría de Relaciones Exteriores (SRE) de México. El 21 de diciembre de 2016, González Valencia fue aprobada para la extradición, pero su defensa emitió otro recurso de amparo. El 14 de marzo de 2017, la SRE emitió un comunicado donde aprobó la extradición, pero citó que tendrían que esperar hasta que se resolviera el caso de amparo para extraditarlo.
El 19 de enero de 2019, un tribunal aprobó el recurso de amparo de González Valencia de diciembre de 2016, deteniendo efectivamente cualquier esfuerzo de extradición en su contra. Para extraditarlo a Estados Unidos, el demandante tendría que emitir una nueva solicitud y que fuera validada por el tribunal. El tribunal tomó esta decisión porque la SRE no mencionó los cargos que González Valencia enfrentaba en México en la solicitud de extradición, y se le dijo que si solicitaban un nuevo proceso, tendrían que incluir los cargos en México. El tribunal también solicitó a la SRE que analice los cargos que enfrenta en México y decida si se requiere una extradición a Estados Unidos. Su defensa había argumentado que las autoridades violaron los derechos legales de González Valencia y que su extradición a los Estados Unidos era inconstitucional, pero el tribunal afirmó que las solicitudes de extradición anteriores no violaban sus derechos y eran constitucionales.